# Estación de La Robla
La Robla es una estación ferroviaria situada en el municipio español de La Robla, en la provincia de León, comunidad autónoma de Castilla y León. Dispone de servicios de Larga y Media Distancia operados por Renfe. Las instalaciones cumplen también funciones logísticas, contando con un anexo para los servicios de mercancías. En sus inmediaciones se encuentra la estación homónima del histórico ferrocarril de La Robla, de vía estrecha, que enlaza León con Bilbao.

## Situación ferroviaria
La estación se encuentra en el punto kilométrico 25,033 de la línea férrea de ancho ibérico que une Venta de Baños con Gijón a 956 metros de altitud, entre las estaciones de Cuadros y de La Pola de Gordón. El tramo es de vía doble y está electrificado entre La Robla y León mientras que a partir de aquí y hacia Asturias el trazado aunque sigue electrificado pasa a ser de vía única. 

## Historia
La estación fue abierta al tráfico el 17 de enero de 1868 con la puesta en marcha del tramo León-La Robla de la línea que pretendía unir León con Asturias. La Compañía de los Ferrocarriles del Noroeste de España constituía en 1862 fue la encargada de la construcción y explotación del trazado. En 1878, apremiada por el Estado para que concluyera sus proyectos en marcha, Noroeste se declaró en quiebra tras un fallido intento de fusión con MZOV. Fue entonces cuando la estación pasó a manos de la Compañía de los Ferrocarriles de Asturias, Galicia y León, creada para continuar con las obras iniciadas por Noroeste y gestionar sus líneas. Sin embargo la situación financiera de esta última también se volvió rápidamente delicada, siendo absorbida por Norte en 1885. En 1941, la nacionalización del ferrocarril en España supuso la desaparición de esta última y su integración en la recién creada RENFE. 
Desde el 31 de diciembre de 2004 Renfe Operadora explota la línea mientras que Adif es la titular de las instalaciones ferroviarias.

## Servicios ferroviarios

### Larga Distancia
En la estación de La Robla efectúa parada un Alvia al día por sentido que la une con León, Oviedo, Gijón, Zaragoza o Barcelona.

### Media Distancia
Los servicios de Media Distancia de Renfe que tienen parada en la estación enlazan las ciudades de León, Oviedo y Gijón. La frecuencia varía entre 1 y 2 trenes diarios. En fechas veraniegas (julio y agosto) un tren playero refuerza el servicio.